# Kruzenshtern (Schiff)
Das russische Segelschulschiff Kruzenshtern (russisch Крузенште́рн Krusenschtern; ursprünglich Padua) ist eine Viermaststahlbark, die heute nach dem deutsch-baltischen Kapitän und Admiral in russischen Diensten Adam Johann von Krusenstern benannt ist. Heimathafen des Windjammers ist Kaliningrad.
Die Kruzenshtern ist als einziger der für die Reederei F. Laeisz gebauten Flying P-Liner noch heute in Fahrt. Sie ist zugleich der einzige in Fahrt befindliche Großsegler, der ursprünglich ohne Hilfsmotor gebaut wurde.

## Geschichte
Das Schiff wurde 1926 auf der Joh. C. Tecklenborg-Werft an der Geeste in Wesermünde (heute Bremerhaven) als Padua vom Stapel gelassen. Es gehörte mit Schiffen wie der Pamir und der Passat zu den berühmten Flying P-Linern der Hamburger Reederei F. Laeisz, deren Namen traditionsgemäß mit einem „P“ begannen. Auf der Jungfernreise brauchte sie von Hamburg nach Talcahuano (Chile) 87 Tage.
Die Padua wurde anschließend als Frachtsegler und Segelschulschiff eingesetzt. Unter anderem brachte sie Baumaterialien nach Südamerika, kehrte von da mit Salpeter zurück (siehe Salpeterfahrten) und transportierte später auch Weizen aus Australien. Den Weg von Hamburg nach Port Lincoln in Süd-Australien legte sie 1933/1934 in der Rekordzeit von 67 Tagen zurück.
In den 1930er und 1940er Jahren wurde die Padua mehrfach vorübergehend als Filmkulisse genutzt, so für Die Meuterei auf der Elsinore (erschienen 1935 oder nach anderen Angaben 1936), für Ein Herz geht vor Anker (erschienen 1940) und in Große Freiheit Nr. 7 (erschienen 1944) mit Hans Albers.
Die Padua musste nach dem Zweiten Weltkrieg 1946 als Reparationsleistung an die Sowjetunion abgegeben werden. Der schwarze Rumpf wurde mit einer weißen Musterung versehen, und das Schiff wurde in Kruzenshtern umbenannt. Darunter wurde es nach 1955 noch mehrfach als Filmkulisse für sowjetische Filme benutzt.
Heute nutzt das russische Ministerium für Fischwirtschaft die Kruzenshtern zur Ausbildung des Nachwuchses der Fischereiflotte; dabei nimmt sie seit 1974 an vielen internationalen Regatten teil, so auch an der alle fünf Jahre stattfindenden Sail in Bremerhaven. Es werden zunehmend auch zahlende Passagiere (Trainees) mitgenommen, die damit zum Unterhalt des Schiffes beitragen.

### Reisen und Kapitäne
Bekannte Passagen der Padua waren die Reise von „Elbe 1“ bis Talcahuano, Chile, in 54 Tagen (1927), von Mejillones, Chile, bis zum Leuchtfeuer „The Lizard“ (England) in 72 Tagen (1928) und von Hamburg nach Wallaroo, Australien in 67 Tagen (1933–1934). 1938–1939 segelte sie auf der Route Bremen–Chile–Australien–Hamburg.

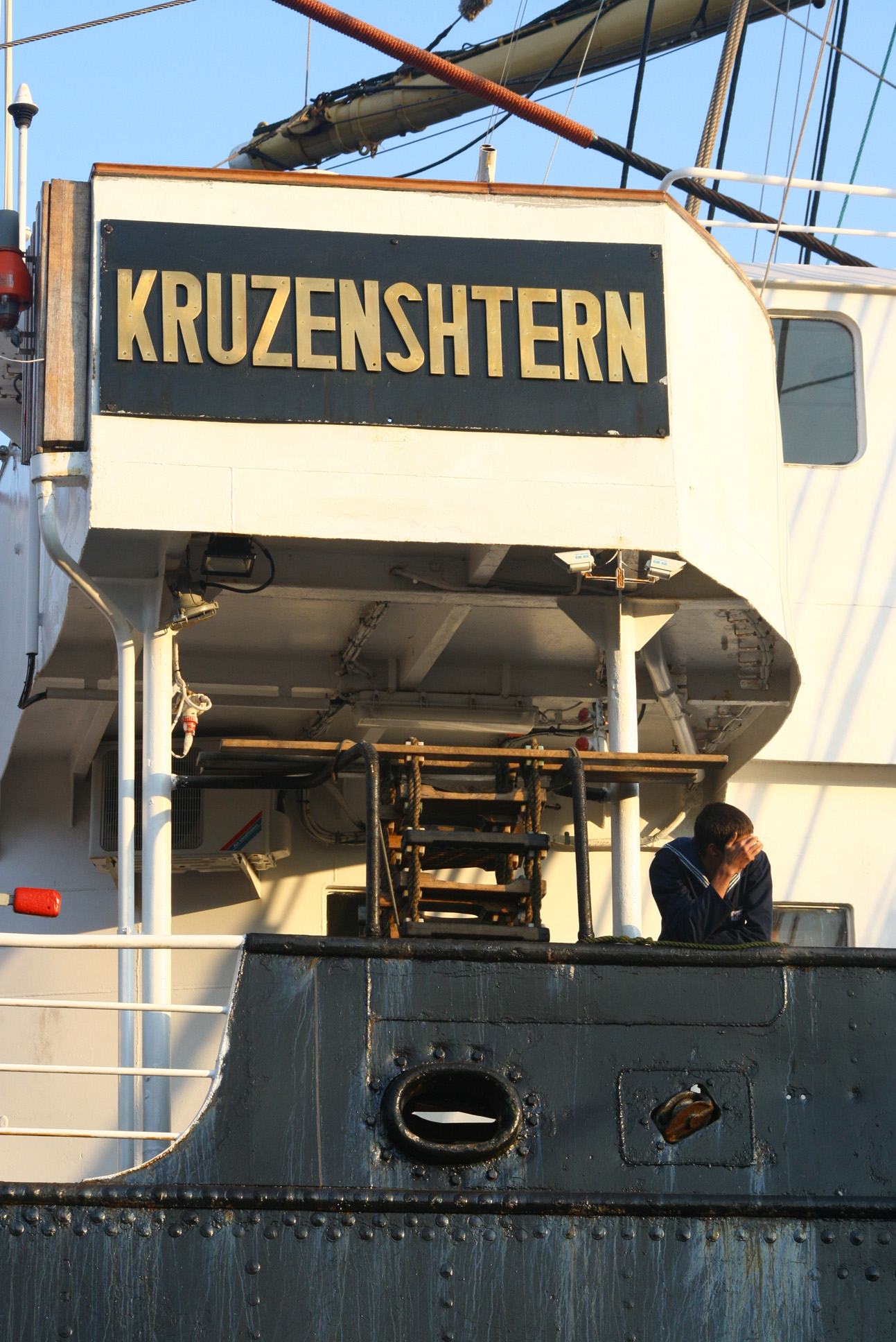
Namenszug an der Brückennock
in englischer Umschrift

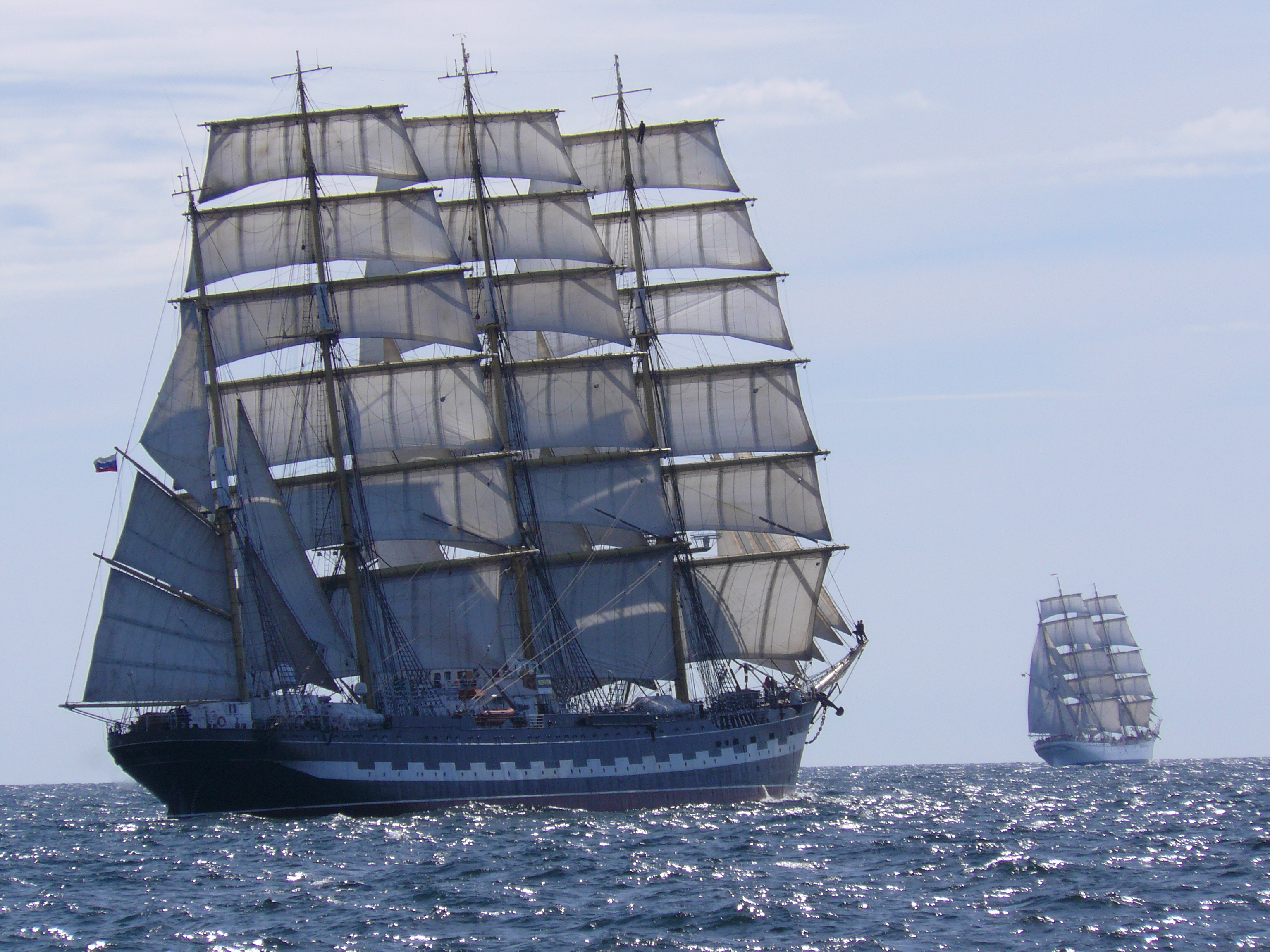
Die Kruzenshtern von achtern (2007)

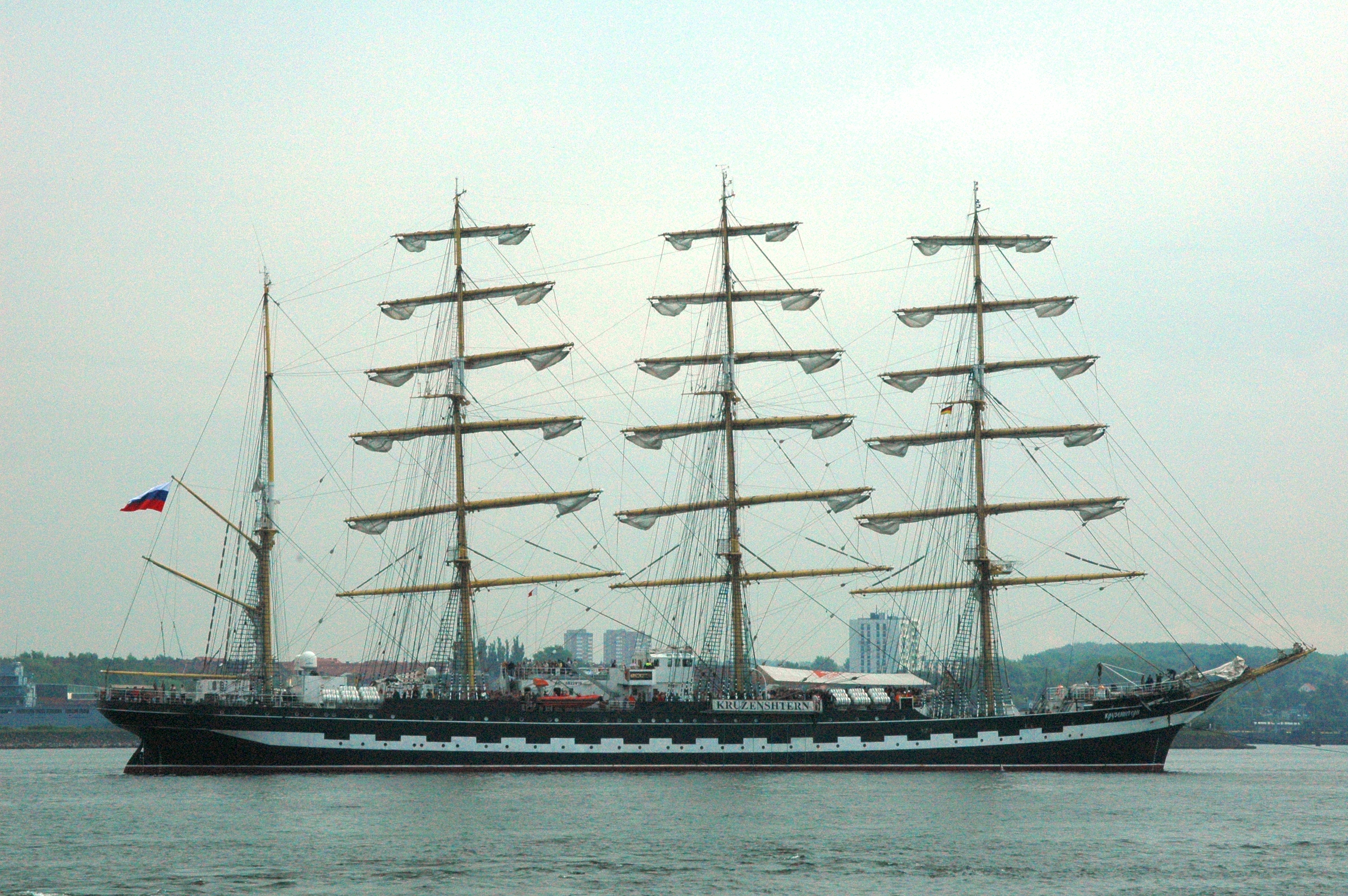
Die Kruzenshtern auf der Kieler Woche 2007

1926, zur Jungfernfahrt, wurde Carl Schuberg Kapitän. Die schnellste Reise, die zugleich auch Weltrekord für Rahsegler ist, machte sie 1938/39, von Hamburg nach Chile und Australien zurück nach Hamburg, in 8 Monaten und 23 Tagen unter Kapitän Richard Wendt. Mit den Kapitänen Robert Clauß und Jürgen Jürs umrundete sie siebenmal Kap Hoorn (vgl. Kap Hoornier). 1941 wurde Otto Schommartz – er hatte schon 18-mal mit P-Linern Kap Hoorn umfahren – Kapitän der Padua. Sie fuhr während des Krieges in der Ostsee und wurde 1944 in die Flensburger Förde zurückgezogen. Im Januar 1946 wurde sie von Hamburg aus an die Sowjetunion übergeben.
Mittlerweile in Kruzenshtern umbenannt, fuhr sie unter Pawel W. Wlassow und danach unter N.T. Schulga oft von den Baltischen Häfen ins Schwarze Meer.
1974 nahm sie an der „Operation Sail“ (der Sail Training Association) teil. Von 1976 bis 1984 fuhr sie unter Iwan G. Schneider; dann unter den Kapitänen Gennadi W. Kolomenski und Oleg K. Sedow. Derzeitiger Kapitän ist Michail W. Nowikow. Beim Transatlantikrennen von Kanada nach Liverpool gelang ihr bei einem schweren Sturm der erste Platz, den sie auch zwei Jahre später verteidigen konnte.
Im Januar 1981 ging die Kruzenshtern an die Estonian Fisheries Industry. Statt Riga wurde Tallinn Heimathafen. Zehn Jahre später wurde sie Teil der State Baltic Academy of the Fisheries Fleet () mit Heimathafen Kaliningrad.
Größter Triumph wurde für sie bei der „Operation Columbus '92“ zur 500-Jahre-Amerika-Feier der Sieg im Rennen von Boston nach Liverpool. Dabei erreichte sie die Rekordgeschwindigkeit von 17,4 Knoten (32,3 km/h).
2009 nahm die Kruzenshtern an der Tallship Atlantic Challenge teil, musste diese jedoch auf der Etappe Hamilton (Bermuda) Richtung Boston (USA) aufgrund eines Bruches im Fockmast abbrechen.

## Sonstiges
Die Falklandinseln ehrten 1989 die Padua für den Weltrekord als schnellster Rah-Segler 1938/39 mit einer eigenen Briefmarke.

Die Kruzenshtern auf der russischen Goldmünze

Dem Schiff Kruzenshtern wurde eine russische Münze aus Gold mit einem Nominal von 1000 Rubel und einem Goldanteil von 155,5 Gramm gewidmet.
Für die Weltumsegelung 2005–2006 wurde die „Kruzenshtern“ mit einer eigenen russischen Briefmarke geehrt.